# Shafiq Wazzan
Shafiq Wazzan (in arabo شفيق الوزان‎?, Shafīq al-Wazzān); Beirut, 1925 – 8 luglio 1999) è stato un politico libanese sunnita. Fu Primo ministro del Libano dal 25 ottobre 1980 al 30 aprile 1984, nel corso della Presidenza di Elias Sarkis e di quella di Amin Gemayel.
Sfuggì nel 1991 a un tentativo di assassinio condotto a Basta, un sobborgo di Beirut, tramite un'automobile imbottita di esplosivo e si salvò grazie al fatto che era a bordo di un'auto corazzata.
Più volte deputato, figura sunnita moderata, non godeva però d'una significativa base popolare. Si ritirò dalla politica nella seconda metà degli anni ottanta ed è morto nel 1999, a 74 anni.